# Antonov An-140
Antonov An-140 je dvomotorno turbopropelersko regionalno potniško letalo, ki ga je razvil ukrajinski biro Antonov. Prvič je poletel 17. septembra 1997. Letalo izdeluje podjetje KSAMC v Harkovu, Ukrajina. V Rusiji ga izdeluje Aviakor v Samari. V Iranu pa  Iran Aircraft Manufacturing Industrial Company (HESA) v kraju Šahin Šahr. Letala slednjega proizvajalca imajo oznako IrAn-140. Obstaja tudi možnost sestavljanja v Kazakstanu
Letalo lahko pelje največ 52 potnikov. Obstaja tudi poslovna verzija z 30 sedeži za večji komfort.
Letalo se lahko uporablja tudi v druge namene kot npr. patruliranje morja, medicinske prevoze, zračno fotografiranje, geološke raziskave, prevoz tovora in drugo

## Tehnične specifikacije
- Posadka: 2
- Kapaciteta: 52 potnikov
- Dolžina: 22,60 m (74 ft 2 in)
- Razpon kril: 24,505 m (80 ft 5 in)
- Višina: 8,23 m (27 ft 0 in)
- Površina kril: 51 m² (549 ft²)
- Prazna teža: 12 810 kg (28 240 lb)
- Maks. vzletna teža: 21 500 kg (47 350 lb)
- Motorji: 2 × Klimov TV3-117VMA-SBM1 turboprop, 1 838 kW (2 466 KM) vsak,  možni tudi motorji: Pratt & Whitney Canada PW127A turboprop, 1 900 kW (2 500 KM) vsak
- Maks. hitrost: 575 km/h (310 vozlov, 357 mph)
- Potovalna hitrost: 460 km/h (250 vozlov, 290 mi)
- Dolet: 1380 km / 2420 km (745 nm, 860 mi / 1307 nm, 1504 mi)
- Največji dolet: 3 680 km (1 990 nm, 2 290 mi)
- Višina leta (servisna): 7600 m (25 000 ft)
- Hitrost vzpenjanja: 6,83 m/s (1 345 ft/min)